# Aldo Mardones
Aldo Mardones Alarcón (Penco, 8 de octubre de 1978) es un abogado y político chileno, miembro del Partido Demócrata Cristiano (PDC), donde actualmente es su primer vicepresidente nacional. Desde el 2012 y hasta 2024 trabajó en la Municipalidad de Concepción bajo la administración del alcalde Álvaro Ortiz Vera, siendo desde entonces administrador municipal (2012-2022), director jurídico (2022-2023), y Director de Desarrollo Comunitario (2023-2024). 
El 2021 fue candidato a diputado por el distrito 20, no siendo electo. Luego fue candidato a alcalde por la comuna de Concepción, por el pacto Contigo Chile Mejor para las elecciones municipales de 2024, obteniendo el segundo lugar tras Héctor Muñoz Uribe.

## Biografía
Aldo Mardones nació en la localidad de Lirquén, comuna de Penco. Es hijo de Margot Alarcón y Robinson Mardones Parra, este último fue dirigente Portuario de Lirquén y luego concejal de la comuna de Penco entre 1992 y 2000.

### Estudios y desarrollo profesional
Cursó sus estudios secundarios en el Liceo Enrique Molina Garmendia de Concepción, siendo miembro del Centro de Alumnos. Luego, estudió Derecho en la Universidad Católica de la Santísima Concepción, tiempo en el cual logró ser parte de la Federación de Estudiantes de dicha universidad, llegando en un periodo a ser presidente. El año 2009 jura como abogado ante la Corte Suprema de Chile.
Trabajó en la Intendencia del Biobío entre 2004 y 2009. Luego, trabajó en la Corporación de Asistencia Judicial, hasta diciembre de 2012, cuando el alcalde de la comuna de Concepción recientemente asumido, Álvaro Ortiz, lo inviste como Administrador Municipal. Estuvo en dicho cargo por 9 años, hasta el 16 de junio de 2022, cuando asume como Director Jurídico del municipio. Un año después, el 11 de julio de 2023, Mardones es designado como Director de Desarrollo Comunitario, rol que ejerció hasta mediados de septiembre de 2024 que suspendió sus funciones por las elecciones municipales.

### Carrera política
Durante su paso por la Municipalidad de Concepción desde el 2012, en ausencias temporales del alcalde Álvaro Ortiz, Mardones asumió en reiteradas oportunidades como alcalde subrogante de Concepción.
A fines del 2020, Mardones fue uno de los nombres que se barajó para ir de candidato a las elecciones de convencionales constituyentes de 2021, cuestión que finalmente no ocurrió debido a que el cupo para el PDC fue otorgado a la entonces concejala de Concepción Fabiola Troncoso.
En junio de 2021 fue oficializado por el Partido Demócrata Cristiano como precandidato a diputado por el distrito 20 para las elecciones parlamentarias de dicho año, junto con el ex-Seremi de Bienes Nacionales del Biobío Eric Aedo; quienes pretendían ocupar el cupo que dejaba el entonces diputado José Miguel Ortiz, que por la ley que limita la reelección no podía presentarse a su cargo. Posteriormente su candidatura fue inscrita dentro de la lista Nuevo Pacto Social. Finalmente, Mardones no sale electo en dicha elección.
Desde marzo de 2022 es primer vicepresidente del Partido Demócrata Cristiano, debiendo asumir como presidente interino producto de la renuncia de Felipe Delpin, entre septiembre y noviembre de 2022, volviendo Mardones a su cargo de vicepresidente una vez que Alberto Undurraga es electo como nuevo presidente titular.

#### Candidatura a alcalde de Concepción en 2024
Durante el año 2023 se nombraba a Mardones como probable candidato a alcalde de continuidad de la gestión de Ortiz, pero no fue sino hasta el 10 de diciembre de 2023, cuando el Partido Demócrata Cristiano oficializa la candidatura de Aldo Mardones para la alcaldía de Concepción.
Durante las siguientes semanas, se levantaron diversas candidaturas oficialistas con miras a una eventual primaria en Concepción, en donde Mardones fuera incorporado, como los concejales Eric Riquelme (RD) —con quien Mardones se reunió en el mes de marzo de 2024— y Olimpia Riveros (PCCh). A ellos, desde el partido Convergencia Social (también oficialista) se solicitó incorporar a la primaria al candidato independiente Camilo Riffo.
El 10 de abril de 2024, fecha tope para la inscripción de primarias municipales, se acuerda crear el pacto Contigo Chile Mejor integrado por la Alianza de Gobierno junto con el Partido Demócrata Cristiano, y en ello finalmente se decide no ir a primarias en Concepción, apoyando la candidatura de Aldo Mardones por parte del pacto. No obstante, el diputado y presidente nacional de Convergencia Social Diego Ibáñez el 12 de abril —a dos días de oficializarse el pacto— se desmarca del acuerdo y manifiesta su apoyo en Concepción al candidato independiente Camilo Riffo, en desmedro de Mardones, lo que provocó la molestia de la Democracia Cristiana por romper el pacto, siendo calificado por el diputado y presidente del PDC Alberto Undurraga como "inaceptable". A través de la red social X (antiguamente Twitter), el 12 de abril Ibáñez responde a Undurraga señalando que apoyarán "todas las candidaturas del pacto", y días después da por superada la polémica. Sin embargo, Undurraga y el propio Mardones exigieron apoyo explícito por parte de Convergencia Social a su candidatura, lo que ocurrió el 16 de abril.
El 14 de abril, en tanto, se realiza un encuentro de líderes y directivas locales de los partidos integrantes del pacto Contigo Chile Mejor en Concepción —con la ausencia de Convergencia Social—, que incluyó la participación de los concejales Riquelme y Riveros —anteriormente precandidatos—, donde se oficializó el apoyo a la candidatura a Aldo Mardones para alcalde de Concepción.
En agosto de 2024 se oficializó la candidatura de Aldo Mardones por parte del Servicio Electoral para el cargo de alcalde de Concepción, dentro del pacto Contigo Chile Mejor, en las elecciones municipales de 2024. Debido a lo anterior, el 16 de septiembre de 2024 suspende sus funciones como Director de Desarrollo Comunitario de la Municipalidad de Concepción, dedicandose en exclusiva a su candidatura desde entonces.
Finalmente perdió obteniendo 29 012 votos, representando un 20,45% del total frente al candidato del Partido Social Cristiano, Héctor Muñoz Uribe, quien obtuvo 31 155 votos, representando el 21,96% del total. Posterior a la elección, retomó su cargo como Director de Desarrollo Comunitario el 4 de noviembre de 2024. El 16 del mismo mes y frente a la renuncia del alcalde Ortiz, asume por última vez como alcalde subrogante, cargo en el que estuvo por tres días. El 19 de noviembre, con el nombramiento por parte del Concejo Municipal de un alcalde suplente, vuelve a suspender sus funciones hasta el 5 de diciembre, día en que finalmente deja el cargo de forma definitiva.

## Historial electoral
| Año  | Tipo                      | Territorio  | Pacto               | Partido | Votos  | %     | Resultado |
| ---- | ------------------------- | ----------- | ------------------- | ------- | ------ | ----- | --------- |
| 2021 | Parlamentarias a diputado | Distrito 20 | Nuevo Pacto Social  | PDC     | 9 431  | 2.71  | No electo |
| 2024 | Municipales a alcalde     | Concepción  | Contigo Chile Mejor | PDC     | 29 012 | 20.45 | No electo |